# Dom v sugrobakh
Pour plus de détails, voir Fiche technique et Distribution.
Dom v sugrobakh (Дом в сугробах) est un film soviétique réalisé par Fridrikh Ermler, sorti en 1928,.

## Fiche technique
- Photographie : Gleb Buchtuïev, Evgeni Mikhaïlov
- Musique : Taras Buïevski
- Décors : Evgeniï Eneï